# 双流机场2航站楼站
双流机场2航站楼站位于中国四川省成都市双流区双流国际机场二号航站楼负一层东侧，是成都地铁10号线的一座车站，于2017年9月6日启用。车站连接双流机场二号航站楼、中国高速铁路成贵客运专线双流机场站和19号线二期双流机场2航站楼东站（出闸换乘）。
本站缩写站名为“2航站楼”、“Terminal 2”。

## 车站结构
双流机场2航站楼站是一个地下岛式站台车站。
| 地面              | ·    | 出口B/C/L2通道/L4通道                                                                                            |
| 地下一层          | 站厅 | 往 19号线 、 2号航站楼 、 双流机场站 自助购票 客服中心                                                           |
| 地下二层          | 站台 | \| \| \| 10号线往太平园（双流机场1航站楼） \| \| 島式 · 開左邊车门 \| \| \| \| \| \| 10号线往新平（双流西站） \| |
|                   |      | 10号线往太平园（双流机场1航站楼）                                                                                |
| 島式 · 開左邊车门 |      | |
|                   |      | 10号线往新平（双流西站）                                                                                         |

- 站厅层
- 站台层

## 内装与公共艺术
本站装修旨在展示自然和人文巴蜀。站厅层南侧和北侧各有一幅艺术墙，艺术墙旨在轨道交通空间传播成都文化，体现成都人文、自然、美食、民俗等具代表性的元素。
- 艺术墙《蜀中仙境》：创作元素包含了都江堰、青城山、九寨沟、峨眉金顶、乐山大佛等蜀中自然景观（蜀山、蜀水、蜀道）。
- 艺术墙《仙乡人居》：创作元素包含了望江楼，杜甫草堂、锦里、宽窄巷子、武侯祠、合江亭、成都大熊猫繁育研究基地等成都城市景观（亭台、阁楼、河岸）。

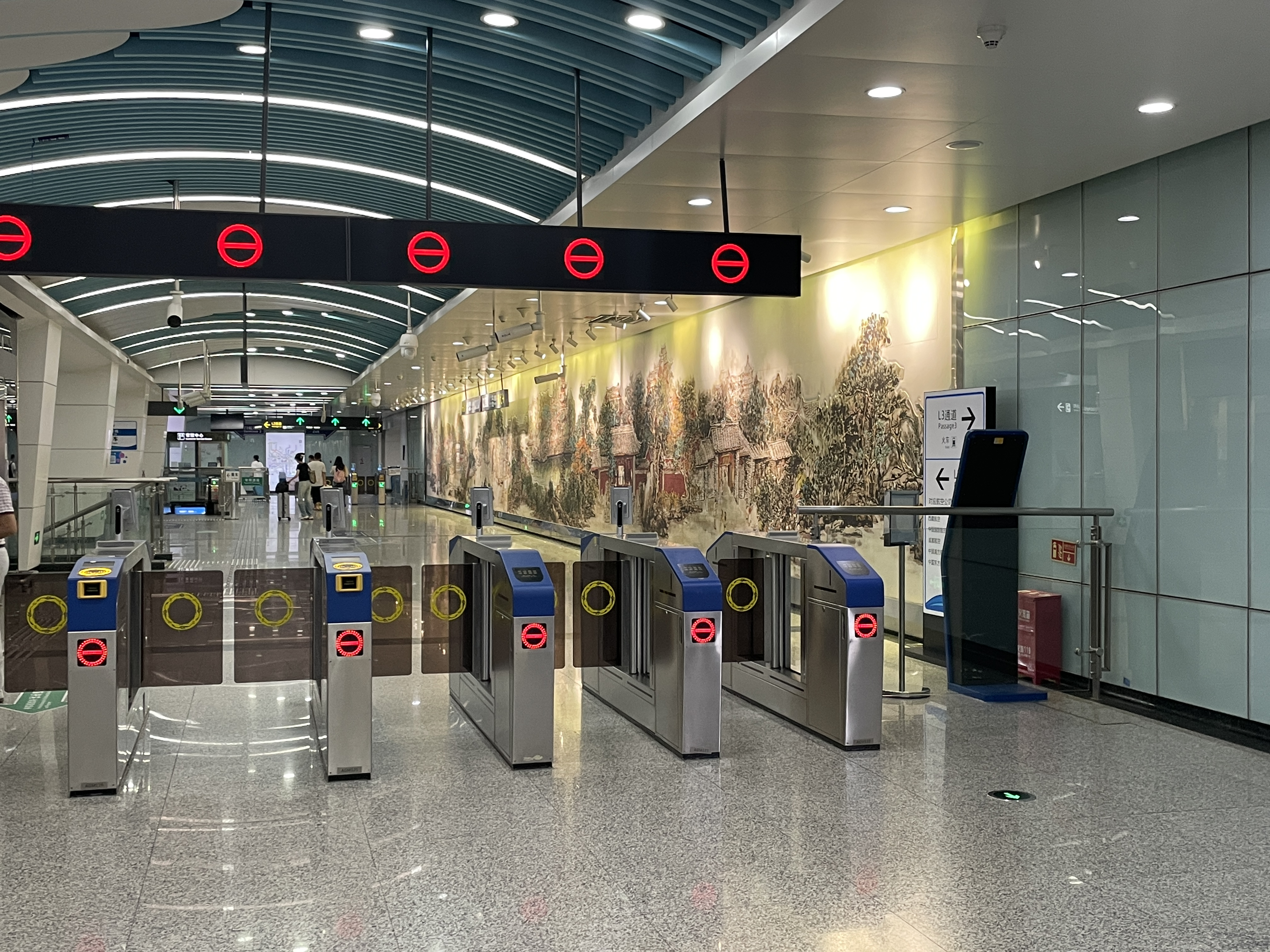
车站艺术墙《仙乡人居》

## 车站服务
本站为乘客减免了抬着行李箱上下楼梯的不便，在出入口设有行李坡道，并增设了显示列车到站时间的电子时刻表，设置了固定服务台，为乘客提供轮椅使用、信息咨询等系列服务。同时，全线的自助查询机增加了航班信息查询功能，为机场乘客提供航班信息的实时查询功能。此外，为方便乘客携带行李，本站设置了采用摆式门闸机和重载垂直升降电梯，以提高机场大件行李客流通行效率。

## 出入口
本站目前开放2个有编号的出入口，此外，车站还设有多个没有或不是正式编号的出入口。而需要去往双流机场2航站楼东站转乘19号线、30号线的乘客，可从国铁双流机场站连通口出站。
|          |        |      |
| 编号     | 指示   | 照片 |
|          | 停车场 |      |
| 出口 · C | 停车场 |      |

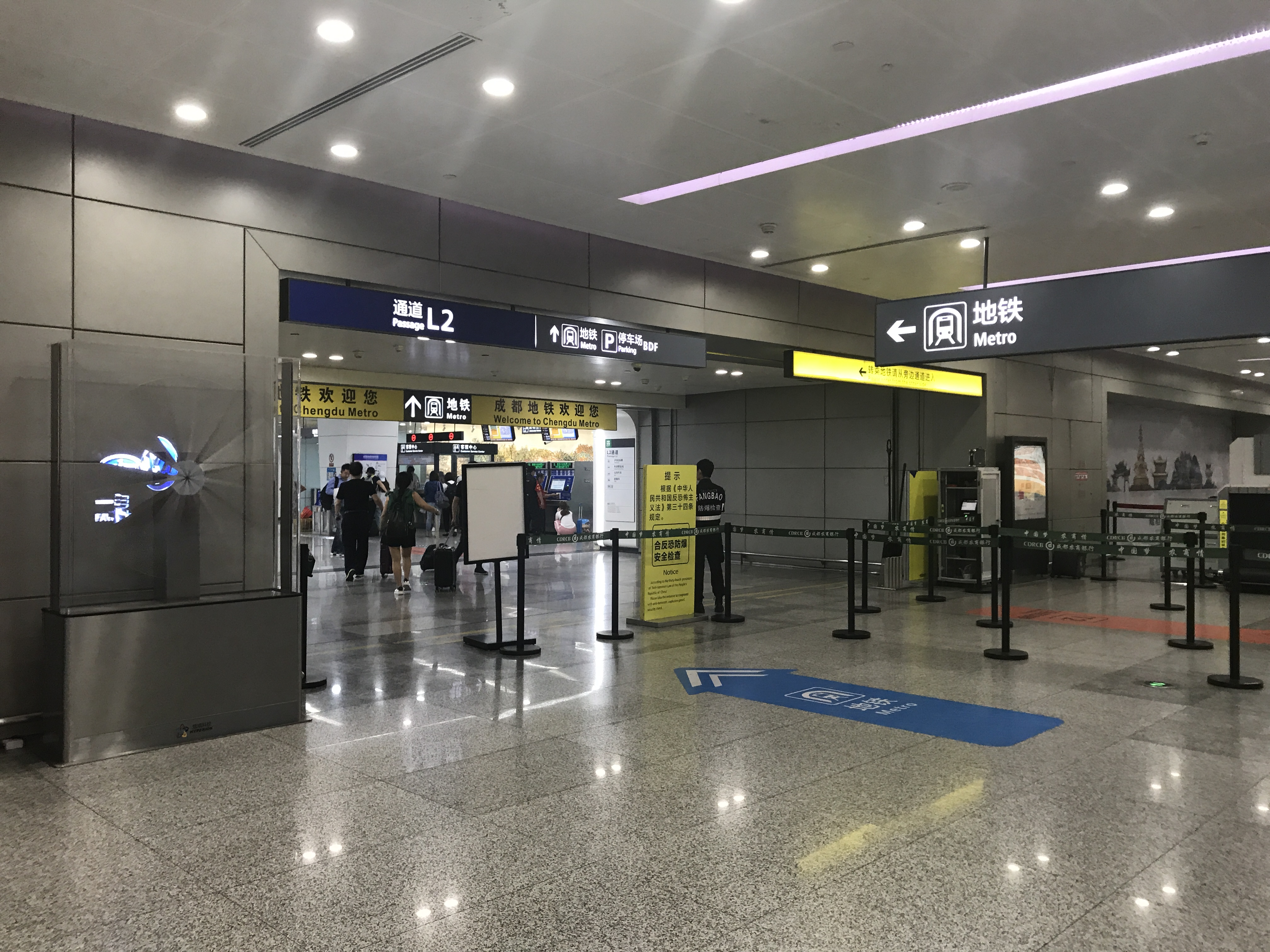
L2通道（机场侧）
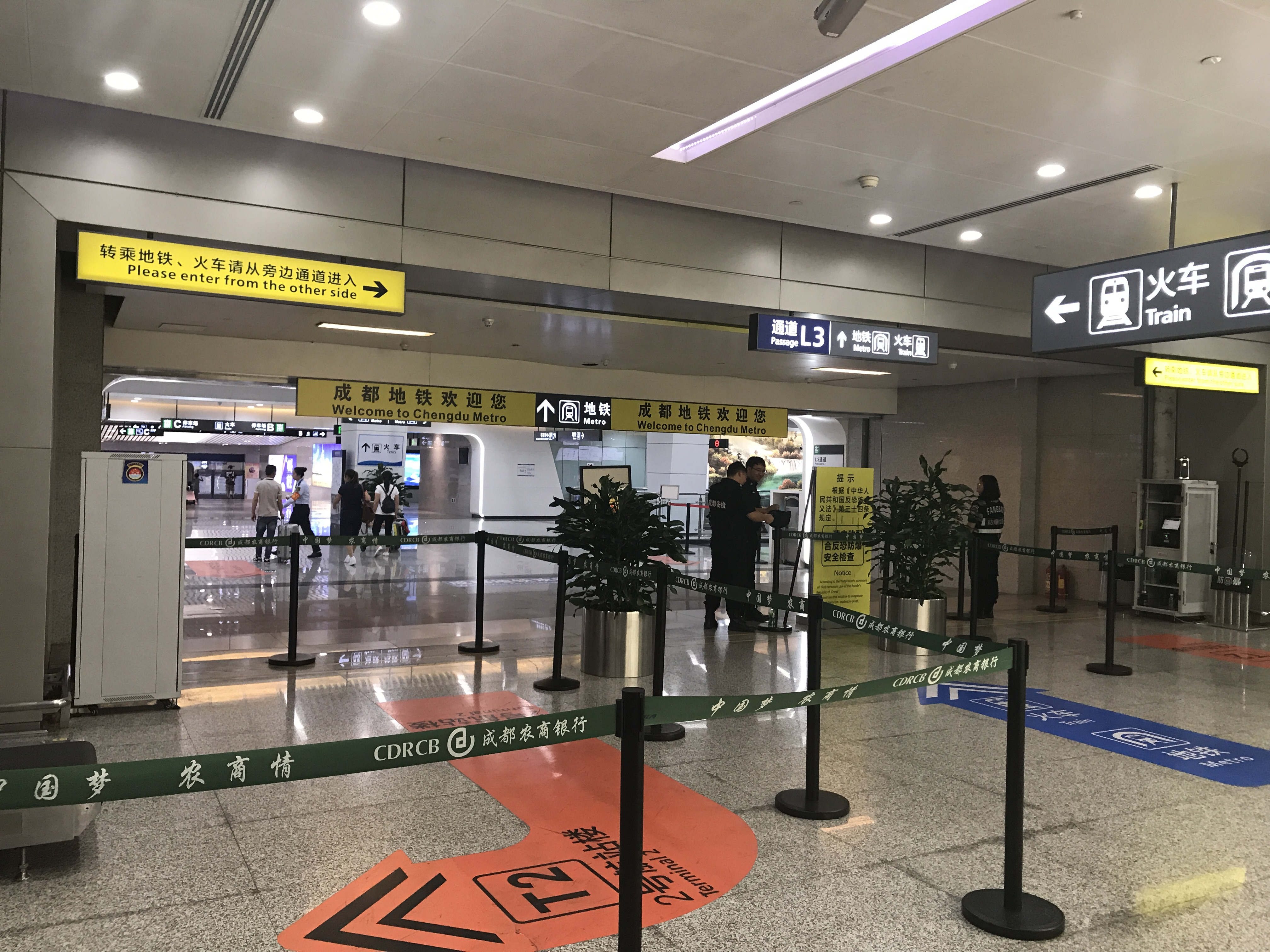
L3通道
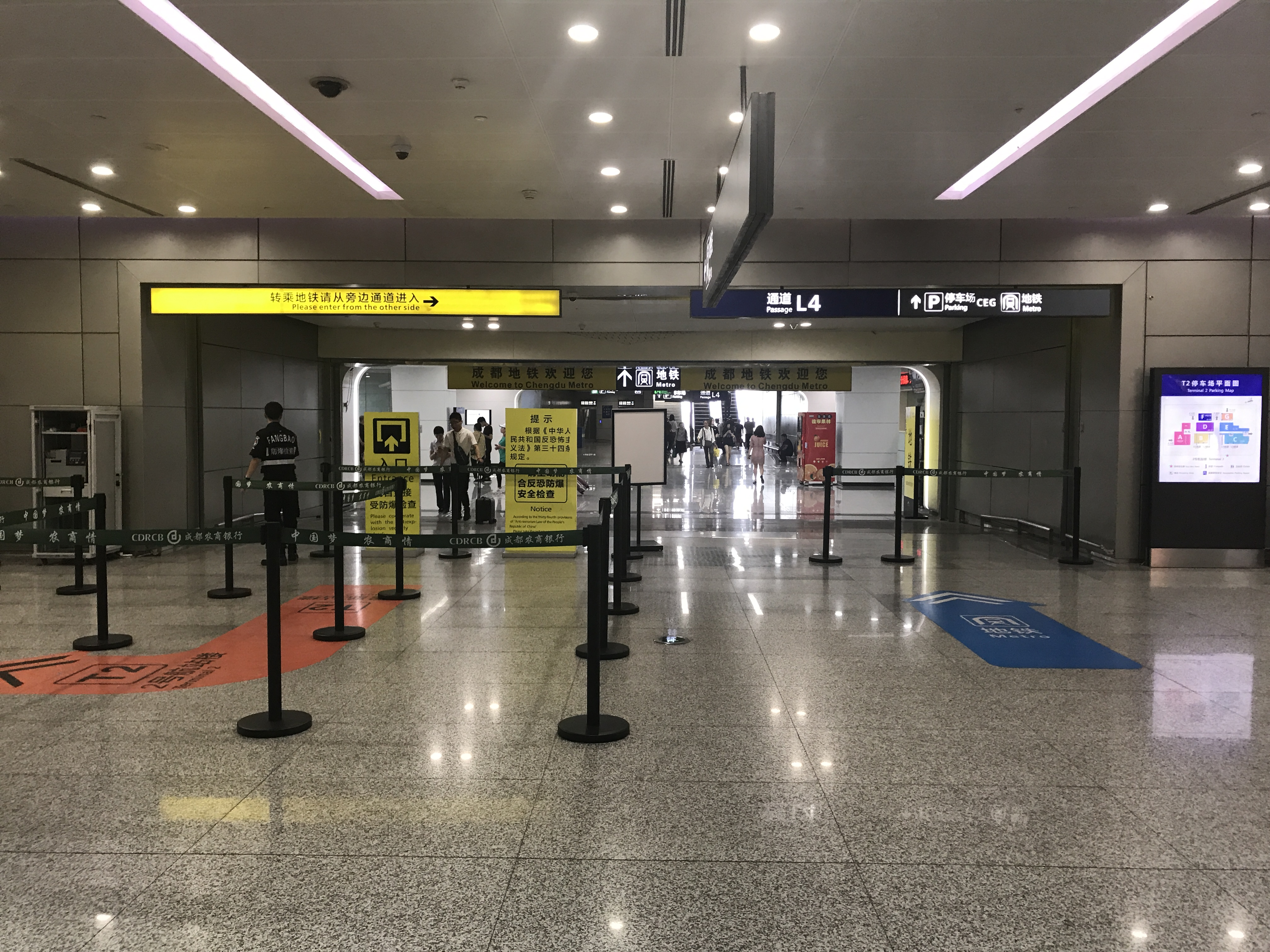
L4通道（机场侧）
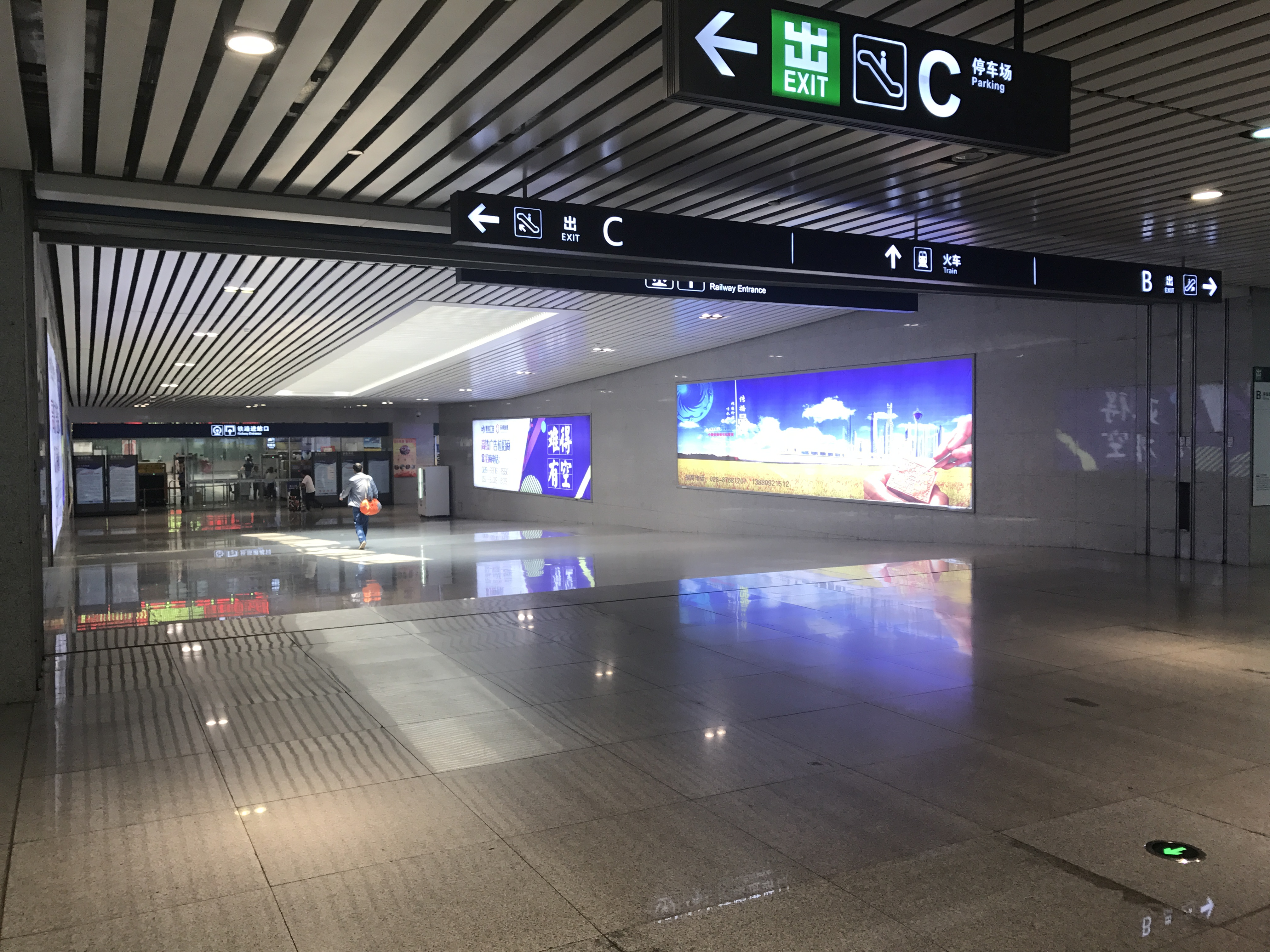
至铁路双流机场站通道

## 車站週邊

### 火车站
- 双流机场站

### 机场
- 成都双流国际机场2号航站楼

## 历史
施工期间，本站曾使用工程名为“空港二站”。2017年9月6日，本站作为成都地铁10号线一期工程的终点站启用；2019年12月27日，10号线二期工程开通后，本站成为中间站。原先预计2023年19号线开通后，本站将成为10号线和19号线换乘站。后由于19号线与10号线车站之间的换乘通道需在成貴客運專線双流机场站施工，成都轨道交通集团与成都铁路局商议未果，站内换乘通道取消建设，19号线车站独立为双流机场2航站楼东站。2023年11月28日，19号线二期双流机场2航站楼东启用，与本站形成出闸换乘，30分钟内可虚拟换乘连续计价（单程票除外）。
预计2025年30号线双流机场2航站楼东站开通后，将与本站出闸换乘。